# 1-я истребительная югославская эскадрилья
1-я истребительная югославская эскадрилья (сербохорв. Прва ловачка ескадрила НОВЈ / Prva lovačka eskadrila NOVJ), в составе ВВС Великобритании — 352-я эскадрилья Королевских ВВС (англ. No. 352 Squadron RAF) — югославское авиационное подразделение Королевских ВВС Великобритании, а затем и Военно-воздушных сил Народно-освободительной армии Югославии. Первое в истории коммунистической Югославии официальное подразделение военно-воздушных сил.

## История
22 апреля 1944 на аэродроме Бенина (ныне Ливия) было сформировано первое югославское подразделение ВВС Великобритании — 352-я истребительная югославская эскадрилья. Это также было первое подразделение, сформированное на побережье Средиземного моря. Основу эскадрильи составляли истребители Hawker Hurricane, позднее заменённые в июне на Supermarine Spitfire. В августе 1944 года эскадрилья перебазировалась в Италию в состав 281-го авиакрыла. Она выполняла задачи по прикрытию истребительно-бомбардировочных эскадрилий и участвовала в атаках сухопутных подразделений. Базой служил остров Вис, ставший официальной базой с 1 января 1945.
Эскадрилья делилась на два отряда A и B, в каждом из которых были по 8 истребителей «Спитфайр». Обслуживающий персонал был набран из служащих Королевских ВВС Югославии, а экипаж состоял из персонала 1-й авиабазы НОАЮ. Первую оперативную миссию эскадрилья начала выполнять 18 августа 1944. Командовал эскадрильей капитан Милета Протич, на должности политрука состоял майор Франьо Клуз (у него уже был опыт полёта на трофейных французских самолётах, которые партизаны отбили у немцев). Подразделениями A и B командовали также капитаны Ратко Йованович и Аркадий Попов. Все офицеры погибли в боях, не дожив до конца войны; память о Протиче и Попове увековечена на мемориале в Мальте, Йованович похоронен в Белграде. После гибели командного состава эскадрилью возглавил Хинко Шоич при поддержке Бранко Крауса и Джуро Иваншевича.
За годы войны 352-я эскадрилья ВВС Великобритании совершила 1210 вылетов, выполнив 367 заданий, куда входила воздушная поддержка наземных войск, прикрытие авиационных групп, разведывательные полёты и так далее. В качестве авиабаз использовались базы в Каннах, на острове Вис и в Земунике. Эскадрилья понесла потери в размере 27 пилотов, из них 10 погибли в бою.
Штаб-квартира была перенесена в Югославию из Италии в апреле 1945 года. После завершения войны 16 мая 1945 эскадрилья была исключена из состава ВВС Великобритании: 18 мая после объединения со 2-й югославской эскадрильей был создан 1-й истребительный авиаполк, которым стал командовать Джуро Иваншевич.

## Авиапарк
| Начало эксплуатации | Конец эксплуатации | Самолёт              | Вариант |
| ------------------- | ------------------ | -------------------- | ------- |
| Апрель 1944         | Июнь 1944          | Hawker Hurricane     | IIC     |
| Июнь 1944           | Август 1944        | Supermarine Spitfire | VB      |
| Июнь 1944           | Июнь 1945          | Supermarine Spitfire | VC      |
| 1944                | Июнь 1945          | Supermarine Spitfire | IX      |

## Штаб

### Командование
- Командиры: Милета Протич (майор), Хинко Шоич (лейтенант, с 19 декабря 1944)
- Политрук: Мирко Дворник (лейтенант)

### Отряд A
- Командиры: Ратко Йованович (майор), Бранко Краус (майор, с 4 октября 1944), Неделько Пайич (капитан, с 22 ноября 1944)
- Заместители: Милан Срджанович (лейтенант)

### Отряд B
- Командиры: Аркадий Попов (майор), Джуро Иваншевич (майор, с 16 октября 1944)